# Constantine Samuel Rafinesque
Constantine Samuel Rafinesque-Schmaltz (Gálata (Estambul), 22 de octubre de 1783 - Filadelfia, 18 de septiembre de 1840) fue un polímata, naturalista, meteorólogo, y arqueólogo estadounidense (nacionalizado en 1832) de origen franco-germano-italiano. Además un autodidacta excéntrico.

## Biografía
Este políglota fue un hombre de talentos muy variados: se interesó por la zoología (en especial por la malacología), la botánica, la meteorología y la literatura así como por la teoría de la evolución. Era un excéntrico cuyo comportamiento era a menudo incomprendido por sus contemporáneos.
Constantine era hijo de François Georges Rafinesque, un comerciante francés, y de Madeleine Schmaltz, hija de un comerciante germano. Con el paso del tiempo combinaría los apellidos de sus progenitores. Pasó su infancia en Marsella sin recibir educación formal, leyendo ávidamente los libros de la gran biblioteca de su abuela y con la asistencia de ún tutor ocasional. A la edad de 12 años, sabía sin embargo latín y había formado un herbario.
Desde los diecinueve a los veintidós años residió en Estados Unidos. En 1905 regresó a Europa y se instaló en Palermo (Sicilia). Allí desarrolló un comercio de plantas medicinales. Siguió recogiendo flores e investigando peces. En 1810 publica dos obras de ictiología: Caratteri di Alcuni Nuovi Generi e Ittiologia Siciliana.
En 1815, su mujer lo dejó y su hijo, llamado Linné, murió. Decidió entonces ir de vuelta a América y en el viaje perdió su biblioteca (cincuenta cajas de libros) y su colección personal (entre los cuales 60 000 conchas) cuando el barco que los transportaba desde Italia naufragó frente a la costa de Connecticut.
En Nueva York, en 1818, se convirtió en miembro del nuevo Lyceum of Natural History. En dicha fecha, ya describió y nombró más de 250 nuevas especies de vegetales y animales. Lentamente, reconstruyó su colección.
En 1819, se convirtió en profesor de botánica en la Universidad de Transylvania en Lexington, en Kentucky. Enseñó el francés y el italiano. Se lanzó a la descripción de todas las nuevas especies que encontraba. Publicó Ichthyologia Ohiensis en 1820 sobre los peces del río Ohio. Publicó en 1825 Neogenyton, que le valió numerosas críticas de los botánicos de su época.
En la primavera 1826, debió dimitir de su puesto en la universidad por razones que no se delimitan muy bien (se supuso que tenía una aventura con la mujer del Presidente de la universidad, para otros, porque no garantizaba los cursos que tenía a su cargo). Se instaló en Filadelfia en paro. Dio cursos públicos y publicó obras a cuenta de autor. Su libro Medical Flora, a manual of the Medical Botany of the United States of North América (1828-1830) es, seguramente, el más conocido.
En su obra Herbarium rafinesquianum, describió numerosas nuevas plantas. Se interesó también por las colecciones informadas por la expedición de Lewis y Clark. Describió así varias nuevas especies incluidas el perrito de la pradera Cynomys ludovicianus, el ratón de patas blancas (Peromyscus leucopus) y el ciervo mulo, también llamado ciervo de cola negra (Odocoileus hemionus).
En los libros que publica entre 1836 y 1838, propone cientos de nuevas clases y millares de nuevas especies (más de 6700 taxones). Su propensión a crear en todas partes nuevas especies lo pone en la duda de la comunidad científica. Tiene así, a partir de una carta donde Audubon le describe un pescado y una tortuga pertenecientes a la mitología, Rafinesque describe inmediatamente dos nuevas especies. Las publicaciones científicas americanas se niegan a publicar sus artículos, entonces los hace aparecer en un diario regional, Kentucky Gaceta o en dos publicaciones que fundó (Annals of Nature, 1820, y Journal and Friend of Knowledge, 1832).
Pero junto a sus trabajos caprichosos de fantasía (como su libro de 1819 sobre las serpientes de mar), fue autor de muy buenos trabajos de historia natural. Descubrió incluso una nueva especie de murciélago desconocido en la propia casa de Audubon. Desarrolló su propia versión de la teoría de la evolución. En 1836, crea un documento-broma titulado: Walam Olum, en el cual afirma ser capaz de traducir los escritos antiguos de los amerindios Delaware.

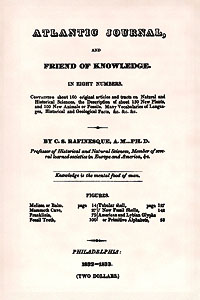
Atlantic Journal (1832-1833).

Murió de un cáncer de estómago no diagnosticado. Sus colecciones fueron dispersadas o destruidas. En 1924, sus restos supuestamente fueron transferidos a la Universidad de Transilvania para recibir una sepultura decente. En 1841, Thomas Nuttall le dedicó el género Rafinesquia Nutt.  (familia de las Asteraceae) que comprende dos especies.

## Algunas de sus obras
- Indice d'ittiologia siciliana ossia catalogo metodico dei nomi latini, italiani, e siciliani, e siciliani dei pesci, che si rinvengono in Sicilia disposti secondo un metodo naturale eseguito da un appendice che contiene la descrizione di alcuni nuovi pesci siciliani. Ill Opuscolo del signore C.S. Rafinesque Schmaltz, Messina, 1810
- Caratteri di Alcuni Nuovi Generi e Nuove Specie di Animali e Piante della Sicilia, Palermo 1810
- Specchio delle Scienze, Palermo 1814 vol. 1 en línea
- Précis des Découvertes et Travaux Somiologiques, Palermo 1814
- Principes Fondamentaux de Somiologie, Palermo 1814
- Rafinesque-Schmaltz, C.S. (1815). Analyse de la nature, ou tableau de l'univers et des corps organisés (en francés). 224 pp. Palermo: L'Imprimerie de Jean Barravecchia. Disponible en Biodiversitas Heritage Library.
- Florula Ludoviciana, New York 1817 en línea[2]
- Ichthyologia Ohiensis, Lexington 1820
- Ancient History, or Annals of Kentucky, Frankfort 1824
- Neogenyton, Lexington 1825
- Medical Flora, a Manual of the Medical Botany of the United States of North America (dos vols.), Filadelfia 1828, 1830
- Atlantic Journal and Friend of Knowledge, Philadelphia 1832-1833
- Herbarium Rafinesquianum, Philadelphia 1833
- A Life of Travels, Philadelphia 1836 en línea (pdf)
- Flora Telluriana (cuatro partes), Filadelfia 1836
- The American Nations (dos vols.), Filadelfia 1836
- New Flora and Botany of North America (cuatro partes), Filadelfia 1836-1838
- Genius and Spirit of the Hebrew Bible, Filadelfia 1838
- Alsographia Americana, Filadelfia 1838 en línea
- Sylva Telluriana, Filadelfia 1838 en línea
- Autikon Botanikon, Filadelfia 1840
- The Good Book (Amenities of Nature), Filadelfia 1840

Toda su obra malacológica, incluyendo todas las planchas, se hallan en el texto:
- 1864 - The complete writings of Constantine Smaltz Rafinesque on recent & fossil conchology. Editado por Wm. G. Binney y George W. Tryon Jr

Muchas de estas obras están en Gallica y en Biblioteca del Congreso

## Correspondencia
- Betts, Edwin M., "The Correspondence between Constantine Samuel Rafinesque and Thomas Jefferson." Proceedings of the American Philosophical Society, Vol. 87, N.º 5, 1944.
- Boewe, Charles. "Editing Rafinesque Holographs: the Case of the [Charles Wilkins] Short Letters." Filson Club History Quarterly, Vol. 54, 1980.